# Eve Merriam
Eve Merriam (Filadélfia, 19 de julho de 1916 – Manhattan, 11 de abril de 1992) foi uma poetisa norte-americana. Seu livro Inner City Mother Goose foi descrito como o mais proscrito livro dos Estados Unidos. Havia um musical na Broadway baseado no seu livro, chamado Inner City.
Foi casada durante algum tempo com o escritor Leonard C. Lewin. Ela morreu em 1992 de câncer.